# Frères arvales

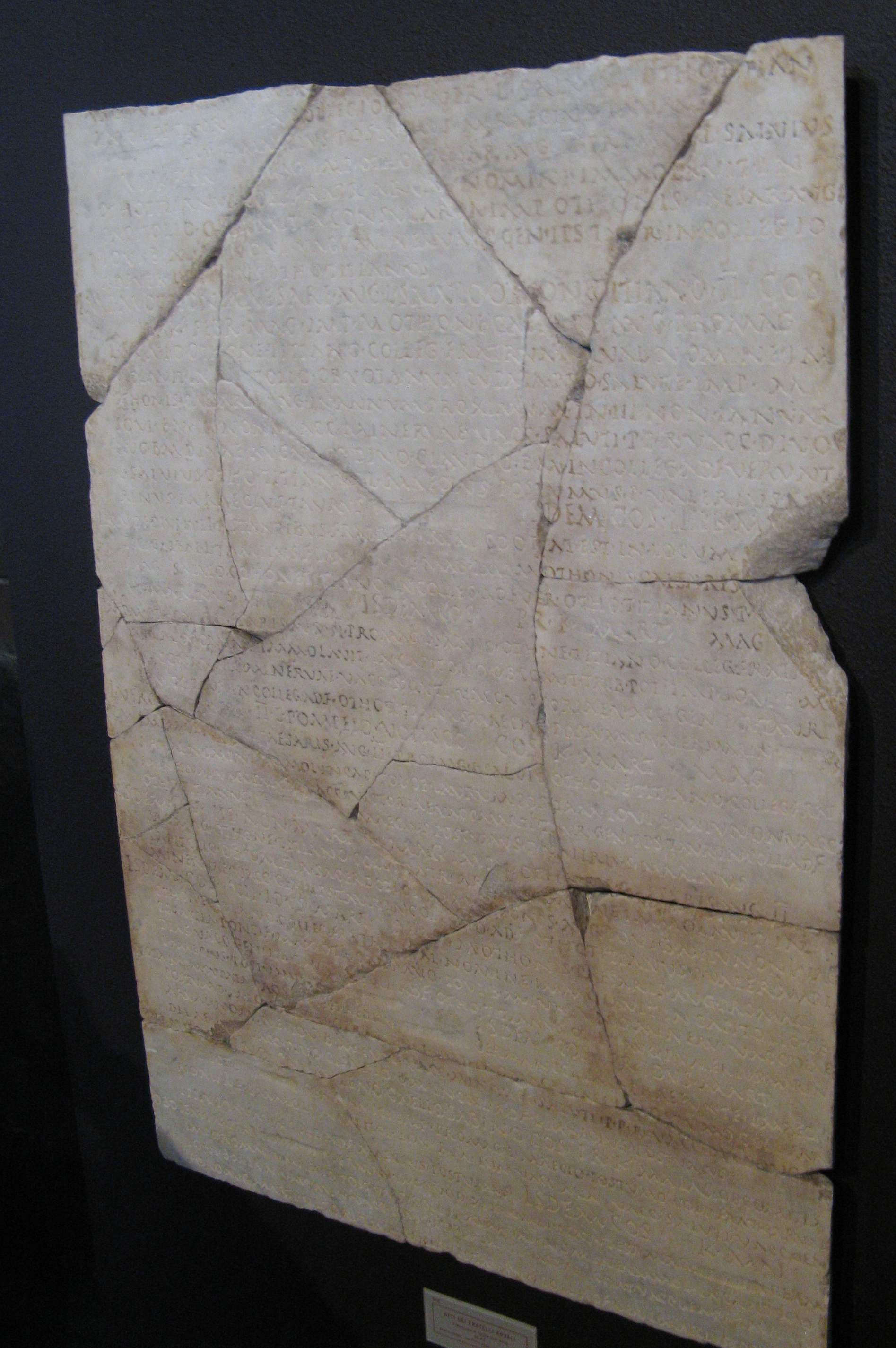
Commentaire épigraphique des frères arvales

Les frères arvales (en latin Fratres Arvales) forment un corps de prêtres de la Rome antique qui pratiquent des sacrifices annuels en faveur de la déesse Dea Dia, divinité mal connue, pour garantir de bonnes récoltes. Leur culte est connu par les inscriptions qui sont des comptes-rendus de leurs rituels.

## Origine
Quelques auteurs antiques évoquent les frères arvales, mais aucun ne précise quelle divinité était honorée.
Selon la tradition romaine rapportée par Masurius Sabinus et par Pline l'Ancien, ce culte est le plus ancien des cultes romains, et remonte à Romulus, qui avait formé le premier collège de frères arvales avec les douze fils de sa nourrice Acca Larentia, d'où leur nom de frères et leur nombre fixé à douze. Toujours selon la tradition, Romulus remplace un des frères mort pour maintenir leur nombre.
Varron rattache l'origine de leur désignation au mot arva qui signifie « champs », et précise qu'ils faisaient des sacrifices pour la fertilité des champs.

## Structures

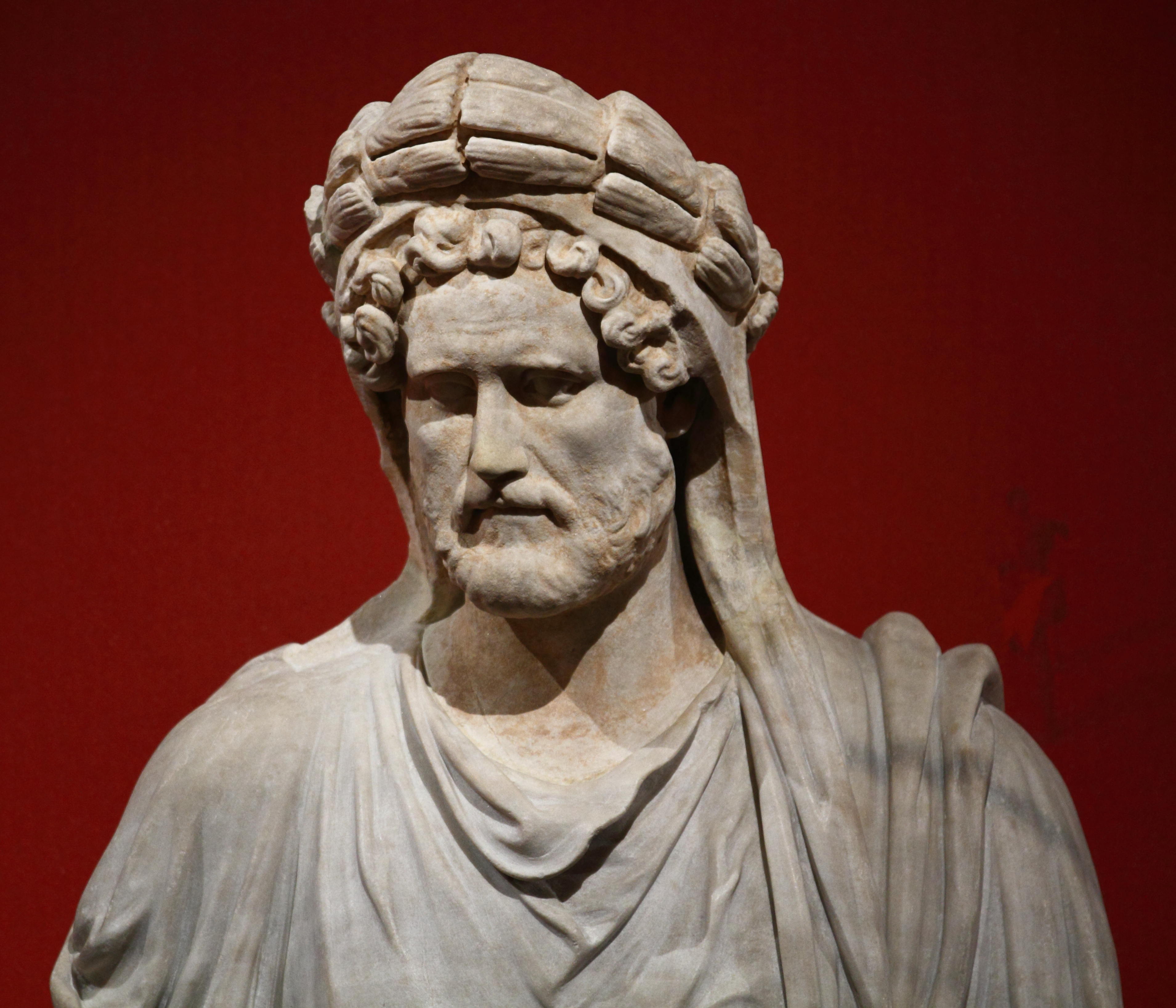
Portrait d'Antonin le Pieux en frère arvale. Louvre

Les frères arvales forment un collège de douze flamines spécialisés dans la célébration du culte de Dea Dia, chaque année lors de la pleine lune du mois de mai. Pour cette célébration ils font le tour des champs, arva, d'où le nom d'Ambarvales donné à la fête. Nommés à vie, ils ont rang de pontifes majeurs, revêtent la toge prétexte, et portent sur la tête une couronne d'épis nouée de bandelettes blanches. Lors de ces festivités, qui durent trois jours, ils pratiquent des sacrifices et mènent des processions en chantant le Carmen arvale.
Les arvales sont généralement au nombre de douze, incluant l'empereur. En fonction des circonstances, l'empereur peut être coopté en surnombre, de sorte que les arvales peuvent atteindre le nombre de treize.
Le collège des arvales est présidé par un magister, élu chaque année au cours du sacrifice célébré in loco. Il peut se faire remplacer par un promagister. Le magister prend ensuite comme flamen l'arvale dont la confrérie lui propose le nom.
Le sacrifice débute à Rome, dans la résidence du magister de l'année, par un banquet au cours duquel les arvales offrent des céréales à Dea Dia. Après un jour de repos, les arvales se rendent au locus deae Diae, situé à cinq milles de Rome, sur la via Campana, sur les berges du Tibre. Les arvales sacrifient une truie ante lucum pour expier leur entrée dans le bois sacré et son élagage ; puis ils sacrifient une vache dans le cirque ; enfin, à partir de midi, ils sacrifient une agna optima dans le bois sacré. Au cours du sacrifice, les arvales effectuent une offrande sur l'autel de la déesse ainsi que sur la table placée dans le temple. Ils effectuent des offrandes parallèles à la Matter Laurum, invitée de la déesse. À la fin des rites célébrés dans le temple, les arvales déclament un carmen selon un rythme ternaire. Après les sacrifices et le banquet sacrificiel, des jeux du cirque concluent la cérémonie. Le lendemain, un banquet se tient dans la résidence du magister alors que les arvales offrent sur l'autel, à Dea Dia, des céréales.
Outre le sacrifice à Dea Dia, les arvales participent, comme tous les prêtres publics, aux vœux pro salute principis le 3 janvier ; et, selon les époques, ils participent à d'autres sacrifices concernant la santé ou les actions de l'empereur.
Sous l'Empire, il est d'usage que l'empereur soit coopté dans le collège des arvales, s'il ne l'était pas déjà antérieurement. Ainsi, les Acta Arvalium mentionnent, à la date d'août 118, la cooptation d'Hadrien.

## Habits et insignes
Pour tous leurs actes religieux, les arvales revêtent la toge prétexte. Lors du sacrifice de l'agna optima, ils ajoutent à la toge prétexte une couronne d'épis nouée avec des bandelettes et placée sous le pan de la toge qui recouvre leur tête.

## Restauration de la prêtrise
C'est Octave qui restaure la sodalité en 28 av. J.-C., bien qu'on n'ait aucune trace du culte avant cette date. Cette restauration, au sortir des guerres civiles, n'est pas anodine : il cherche à reconstruire l'unité de Rome. En créant une fraternité (on parle bien de frater Arvales), Octave rejoue, par-dessus des liens d'amitiés, des liens familiaux ; son discours de réconciliation passe par le cadre familial.

## Actes des frères arvales
Les acta arvalium sont des comptes-rendus gravés sur plaques de marbre des réunions que tiennent les frères arvales pour célébrer le culte. Le premier fragment est trouvé en 1570 dans une vigne à sept kilomètres de Rome sur la rive droite du Tibre. D'autres sont trouvés dans la vigne des frères Ceccarelli, fortuitement, puis au cours de fouilles archéologiques menées à partir de 1866 et qui se poursuivent encore. L'emplacement est identifié comme l'antique bois sacré dédié à Dea Dia, lieu de célébration des frères arvales. En 1980, on dénombre environ 240 fragments de comptes-rendus pour 55 année différentes, comprises entre 28 av. J.-C. et 240 ap. J.-C., voire 304 ap. J.-C..
Plusieurs types de comptes-rendus sont retrouvés, une forme assez détaillée s'établit sous Domitien, dont la forme pratiquée à partir de 87 est connue. D'autres modèles suivent, de plus en plus détaillés.
John Scheid indique qu'un seul procès-verbal occupait en moyenne 2 m2 de texte en caractères d'environ 0,9 cm.

### Actes de 38
Deux fragments découverts en 1978 utilisés en réemploi dans le dallage de l'oratoire des Catacombes de Generosa (it) sont raccordés à d'autres morceaux trouvés antérieurement en 1867-1869. L'ensemble forme un texte de plus de 70 lignes. La datation indiquée par le nom des consuls correspond à 38 ap. J.-C..

### Actes de 218 et carmen arvale
On a trouvé à Rome en 1778, dans une fouille, des tables de marbre transcrivant les actes de cérémonies réalisées par les frères arvales en 218. Le compte-rendu contient exceptionnellement un chant, écrit dans un latin archaïque, qui n'était certainement plus compris à l'époque de sa transcription :
enos Lases iuvate
enos Lases iuvate
enos Lases iuvate
neve lue rue Marmar sins incurrere in pleoris
neve lue rue Marmar sins incurrere in pleoris
neve lue rue Marmar sins incurrere in pleoris
satur fu, fere Mars, limen sali, sta berber
satur fu, fere Mars, limen sali, sta berber
satur fu, fere Mars, limen sali, sta berber
semunis alterni advocapit conctos
semunis alterni advocapit conctos
semunis alterni advocapit conctos
enos Marmor iuvato
enos Marmor iuvato
enos Marmor iuvato
triumpe triumpe triumpe triumpe triumpe
Si certains passages de ce texte demeurent obscurs, ce chant est généralement interprété comme une prière à Mars et aux dieux Lares (lases, avec rhotacisme) ; il est demandé à Mars, rassasié (« satur fu »), d'empêcher les fléaux et les éléments de s'abattre sur les cultures, et l'on invoque les « semones », peut-être des semeurs sacrés.

### Actes de 240
Les actes les plus récents datés de 240 sont trouvés en 1914 en matériau de réemploi sous l'église San Crisogono in Trastevere. Le texte détaille plusieurs réunions avec le nom des participants, le détail des animaux sacrifiés et la description de rituels et des banquets pris en commun,.

### Sources littéraires antiques
- Varron, Langue latine (BNF 12425965), liv. V, 85.
- Pline l'Ancien, Histoire naturelle (BNF 12011602), liv. XVIII, 6.
- Aulu-Gelle, Nuits attiques (BNF 12008408), liv. VII, 7, 8.
- Masurius Sabinus, Memoralia, I, fr
- Fulgence le Mythographe, Expositio sermonum antiquorum (BNF 11965722), partie 9
- Pseudo-Philoxène, ?, s.v. Arvales Sodales
- Minucius Félix, Octavius, 25, 11